# Виола фон Крамон Таубадел
Виола фон Крамон Таубадел (Хале, 23. март 1970) немачка је политичарка. Чланица је Савеза 90/Зелених, а од 2019. обавља функцију народне посланице Европског парламента. Између 2009. и 2013. представљала је Доњу Саксонију у Бундестагу. Такође је известитељка Европског парламента за Републику Косово.

## Биографија
Рођена је 23. марта 1970. године у Халу. Ћерка је власника ресторана. Удата је за немачког племића Штефана фон Крамона Таубела, који ради као професор аграрне политике на Универзитету у Гетингену. Имају четворо деце.